# ZigZap
A ZigZap [ejtsd: zigzep/zigzepp] egy lengyel kábeltelevíziós csatorna volt, amely a lengyel Minimaxot váltotta le 2004-ben, amikor a Minimax magyar tulajdonba került, animációs filmeket és sorozatokat sugárzott reggel 6 és este 20 óra között, célközönsége a 7-16 év közötti korosztály volt. Az eredeti arculatban graffitiző diákszerű gyerekek voltak, majd később jött a sokkal térbelibb arculat. A csatorna 2004. október 16-tól 2011. szeptember 30-ig működött, ezután nevet váltott Teletoon+-ra, Spanyolországból és Lengyelországból kivonulva külön csatornán kezdte sugározni a régi és újabb sorozatait. A csatorna a Cyfra+ szolgáltatónál és műholdon volt elérhető.
A ZigZap az első lengyel televízió volt a tizenévesek számára, amely 2004 és 2011 között létezett. 2005-ben Satellite Oscar – Hot Bird Awards díjat nyert a gyermekek és fiatalok számára elért legjobb csatornáért. A ZigZap mintegy 3,2 millió háztartást ért el Lengyelországban kábelhálózatok és a Cyfra+ digitális platformon keresztül.
A ZigZap a modern tinédzserek számára kialakított csatorna volt. A szabadalmaztatott programok követték a fiatal nézőket érdeklő összes kérdést és témát. A divat, a szépség, a sport, az állatok és a zene, valamint az érdekes eseményekről szóló jelentések ciklikus, eredeti programokban tárgyalt témák voltak. Nem hiányzott népszerű animációs és színészi sorozat a legjobb világcímkékből a ZigZap-en. Elválaszthatatlan elem volt a versenyek nagy száma, vonzó díjakkal. A műsor 6.00 és 21.00 között zajlott.
21.00 – 1.00 között a ZigZap után a HYPER sugárzott – Lengyelország egyetlen programblokkja, amely a számítógépes játékokat, az anime-t és a legújabb multimédiás trendeket sugározta.
A www.zigzap.tv webhely kiegészítette a műsorban zajló eseményeket.

## Műsorai
- 6teen
- A Degrassi gimi
- A Lyoko-kód
- Amanda Show
- Amika
- Animália
- Az óceán lánya
- Batman
- Bratz
- Chaotic
- Cyberspace
- Dani's House
- Dex Hamilton
- Dragon Booster
- Fantometka
- Flatmania
- Freekazoid!
- Funky Cops
- Generation O!
- Gormiti
- Hot Wheels – Az 5-ös osztag
- Kelly Osbourne Japánban
- Lizzie McGuire
- Lola & Virginia
- Lou!
- Mary-Kate és Ashley akcióban
- Mendoza
- Mowgli
- Pinky és az agy
- Podcats
- Ralf
- Raven otthona
- Ruby Gloom
- Sabrina
- Sally Bollywood
- Sharon naplója
- Sherlock, a jak
- Skyland
- SuperZeke
- Sztárcsatárok
- Tara Duncan
- The Batman
- Three delivery
- Titeuf
- Titkos küldetés
- Trollz
- Wakfu
- Winx klub
- Zoey 101

## Külső hivatkozások
- https://www.filmweb.pl/news/ZigZap+-+nowy+kanał+dla+nastolatków-18419 A csatorna indulása (lengyelül)

- https://staratelewizja.fandom.com/pl/wiki/ZigZap A csatorna leírása (lengyelül)
- http://web.archive.org/web/20081108022925/http://www.zigzap.tv/ A csatorna honlapja (archívum és lengyelül)